# Idriss Carlos Kameni
Idriss Carlos Kameni (Douala, 18 de fevereiro de 1984) é um futebolista camaronês que atua como goleiro. Atualmente joga no Santa Coloma da Andorra.

## Carreira
Kameni representou o elenco da Seleção Camaronesa de Futebol no Campeonato Africano das Nações de 2010.

## Títulos

### Títulos Oficiais
Espanyol
- Copa do Rei: 2005–06

Arta/Solar 7
- Campeonato Djibutiano: 2021–22

Seleção Camaronesa Sub-23
- Medalha de ouro nos Jogos Olímpicos: 2000

Seleção Camaronesa
- Campeonato Africano das Nações: 2002[2]
- Jogos Pan-Africanos: 2003 e 2007

### Títulos Não-Oficiais
Espanyol
- Copa Cataluña (2): 2005-06, 2009-10
- Troféu Cidade de Barcelona (5): 2004, 2006, 2007, 2008, 2010
- Troféu Costa Brava (1): 2009
- Troféu Ciutat de Terrassa (1): 2006
- Troféu Internacional de la Gamba Palamos (1): 2008
- Troféu Vila de Palamos (1): 2010
- Troféu Ciutat de Tarragona (1): 2010

Málaga
- Torneio da Costa do Sol: 2012